# 常神半島

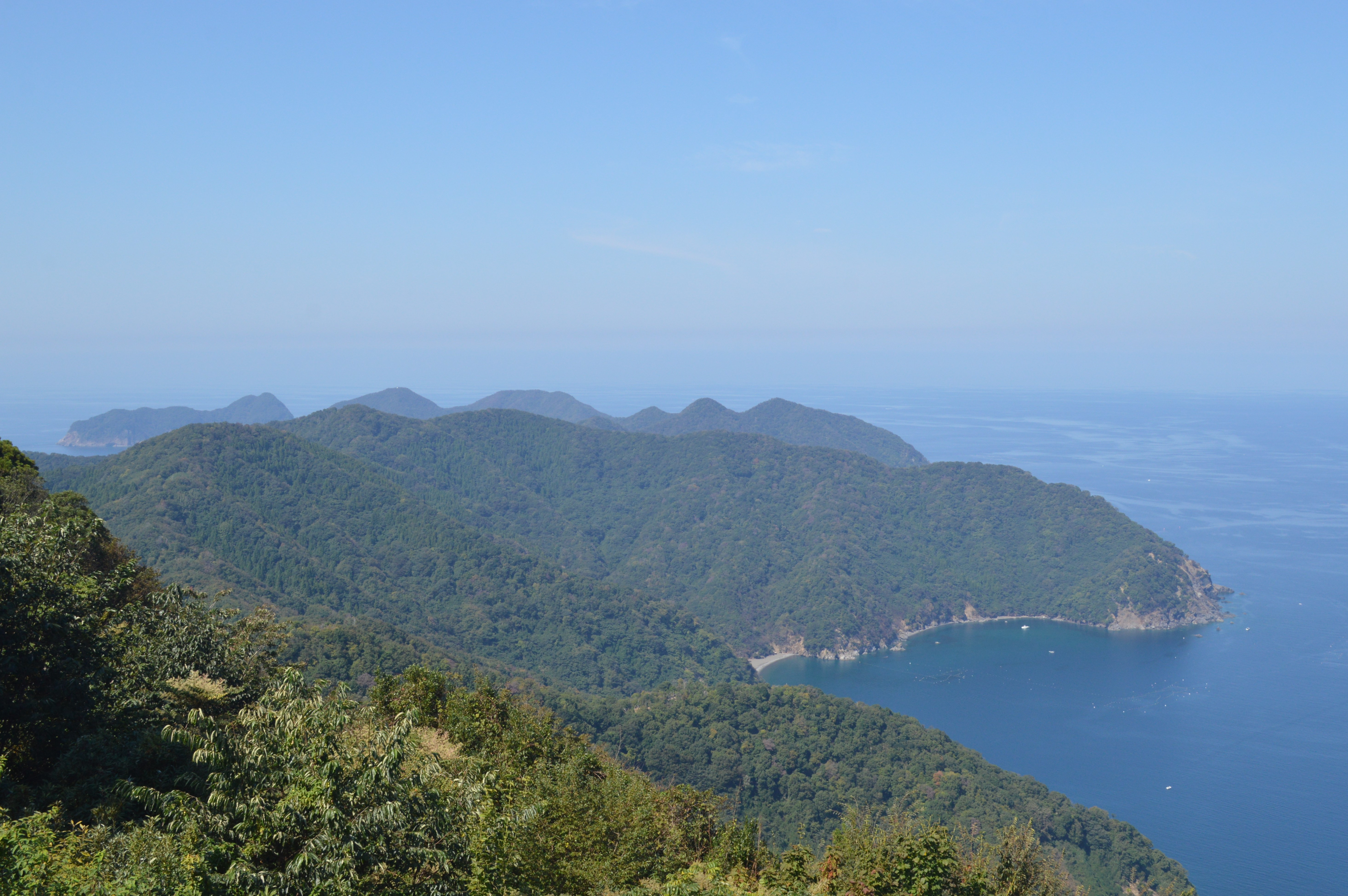
常神半島

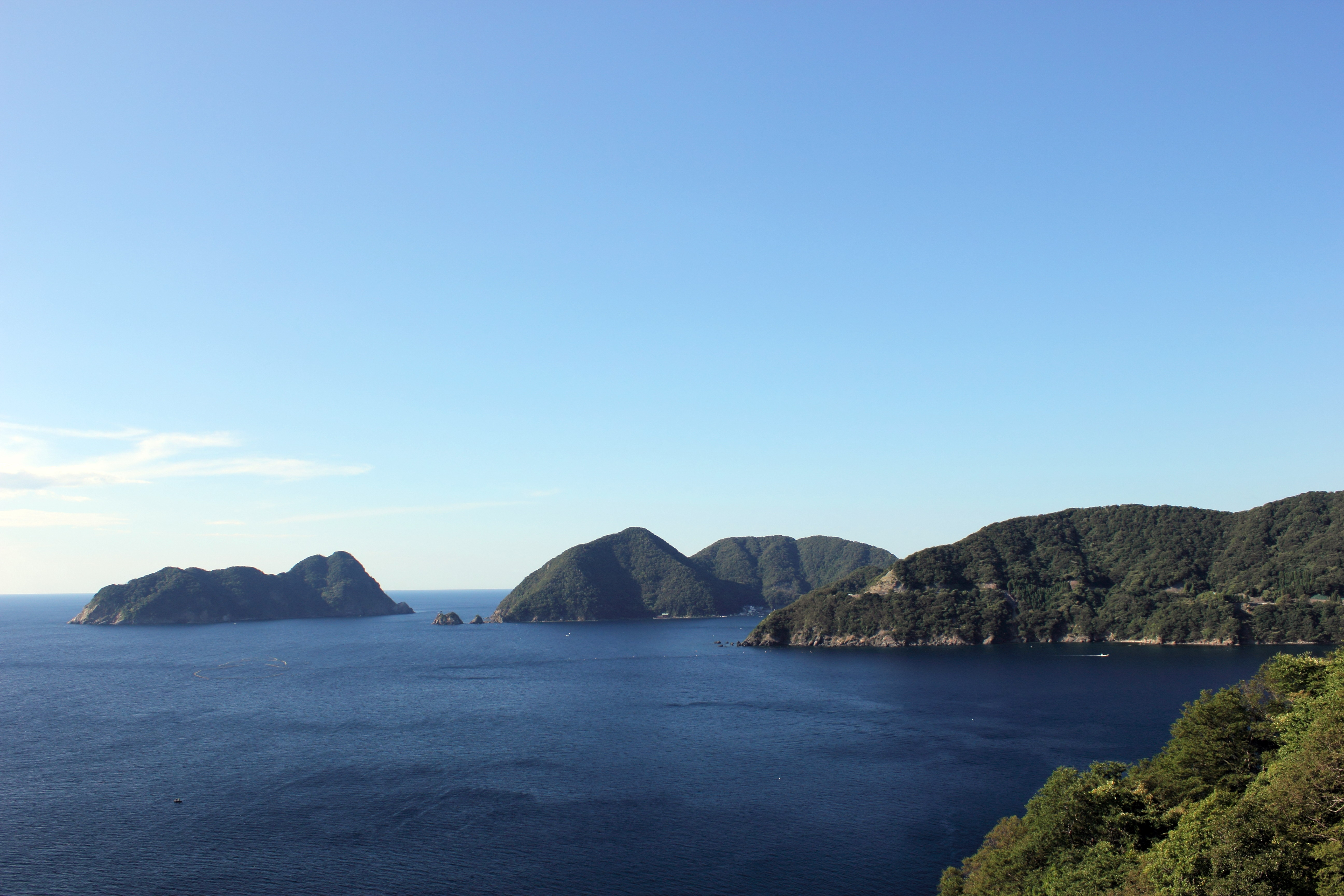
常神岬

常神半島（つねがみはんとう）は、福井県三方郡美浜町と同県三方上中郡若狭町にまたがる半島。敦賀半島と共に若狭湾に突出することで美浜湾を分けている。

## 概要

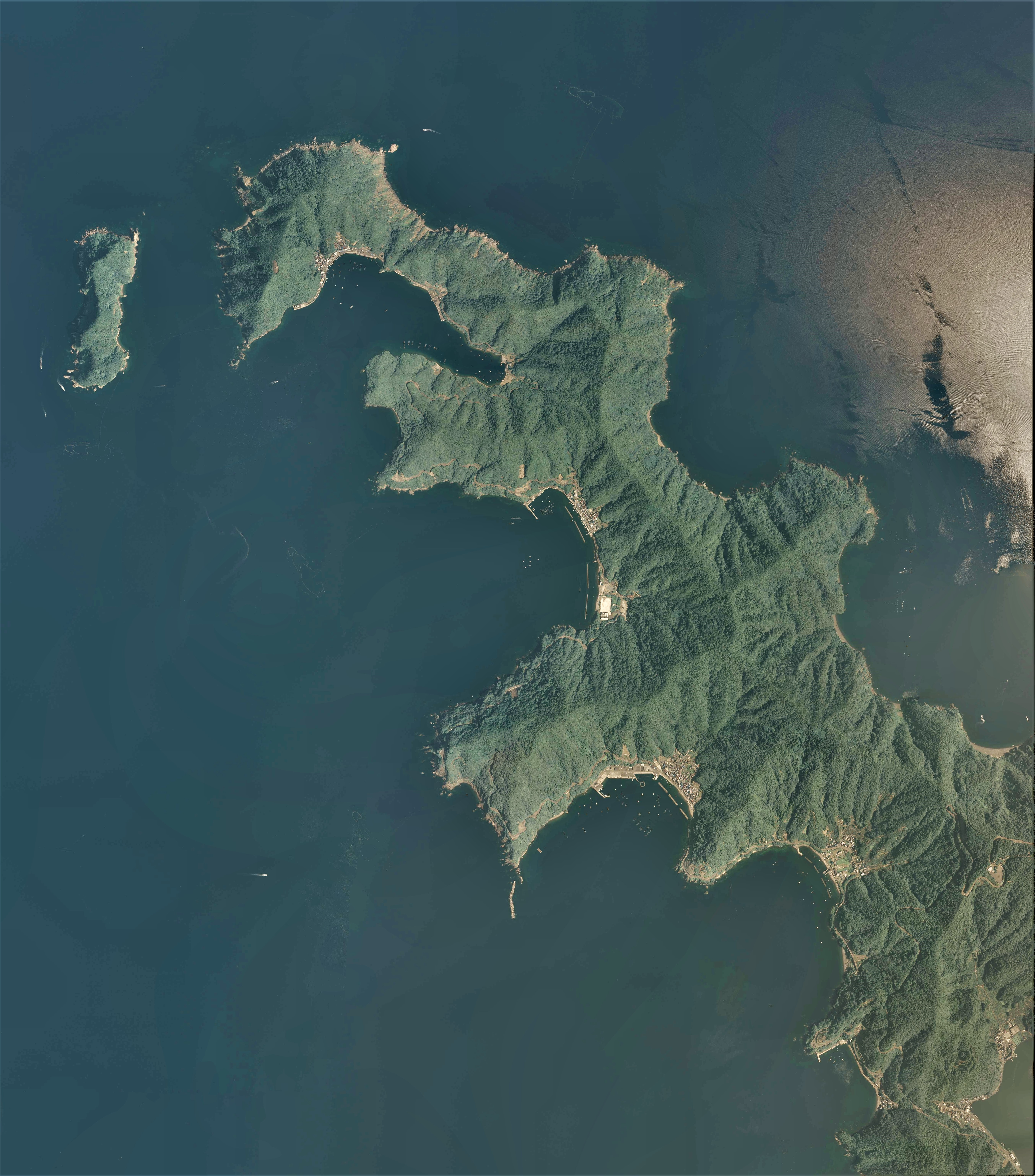
常神半島の空中写真。2013年8月14日撮影の10枚を合成作成。
。

花崗岩からなる半島で、若狭湾の支湾である美浜湾の西端を固める。若狭湾国定公園の一部であり、三方五湖や三方五湖レインボーラインが近くにあるため観光スポットとしても人気がある。半島先端の常神岬には常神岬灯台が建っている。

## 交通
- 国道27号 - 国道162号 - 福井県道216号常神三方線

福井県道216号が現在常神半島先端まで到達する唯一の道路である。従ってここが通行不能となった場合、常神の集落は完全に陸の孤島となってしまう。この県道は驚くほどの狭路ではないが、一般的な県道の概念からいくと細い部類に入る県道であり、ここを一日3往復ではあるがバスが運行しているため注意が必要である。なおこの福井県道216号は徐々にではあるが、改善工事が進んでいる。
2013年9月13日に発生した平成25年台風第18号に伴う大雨により県道で土砂崩れが発生し、孤立状態となったため、。船での移動の他、仮設の桟橋道路の建設が行われた。9月24日に着工し、開通まで1か月かかる見通しであったが、10月12日開通した。

## 周辺
- 常神のソテツ[4]
- 三方五湖
- 三方五湖レインボーライン
- 三方海中公園